# Anson Williams
Anson Williams, nato Anson William Heimlich (Los Angeles, 25 settembre 1949), è un attore e regista statunitense.
È conosciuto soprattutto per il ruolo di Warren "Potsie" Weber nella serie Happy Days. Inoltre ha diretto molti episodi di alcune fra le serie televisive più famose, come Beverly Hills 90210, Melrose Place, Streghe, Star Trek Deep Space Nine e Star Trek Voyager.

## Biografia
Nato Anson William, è parente del medico Henry Heimlich, ideatore della famosa manovra antisoffocamento; il padre Haskell si fece cambiare il cognome in "Heimlick", mentre il giovane Anson preferì utilizzare "Williams" come cognome. Negli anni della giovinezza cresce a Los Angeles, come capitano della squadra di atletica della Burbank High School, con la quale partecipa con discreto successo a varie gare scolastiche. Nel frattempo, frequenta un corso di arte drammatica e partecipa a vari musical e spettacoli teatrali, per poi esordire sul piccolo schermo in qualche spot pubblicitario. Appare per la prima volta in uno spot statunitense della McDonald's fast food del 1971.
Viste le sue attitudini spigliate nella recitazione, nel 1972 partecipa, insieme a Ron Howard e Marion Ross, a una puntata della serie statunitense Love, American Style, anteprima di quel che diventerà Happy Days. Infatti, nel 1973 viene scritturato per il casting di Love and Happy Days, un gruppo di episodi pilota della più nota serie Happy Days, nel ruolo di Warren Weber. Nel 1974, partono le registrazioni di Happy Days, dove Williams passa alla notorietà col soprannome di Potsie. In questo periodo, sia nella serie televisiva che nella vita reale, si distingue anche per le sue discrete doti canore.
In Happy Days, Potsie è fidanzato con Jennifer Jerome, interpretata dall'attrice Lorrie Mahaffey, che Williams sposa nella vita reale nel 1978, anche se i due divorzieranno nel 1986. Si risposa nel 1988 con l'attrice Jackie Gerken, nota per il film Le ragazze della Terra sono facili (1988); i due hanno una prima figlia nel 1989, Hannah Lily, che diventerà attrice anche lei. Negli anni successivi, i due avranno altri tre figli.
Dopo la fine di Happy Days, Williams si dedica agli affari, aprendo dapprima una catena di risto-bar chiamati "Big Al", insieme al suo ex collega attore Al Molinaro che nel telefilm interpretava Alfred Delvecchio, il proprietario del locale Arnold's. Tuttavia, la catena fallisce nel 1990, quindi Williams si dedica a nuovi affari, fondando prima una ditta di cosmetici (la "Starmaker"), poi lavorando per la tutela dei marchi registrati delle piccole imprese statunitensi.
Sempre alla fine degli anni ottanta, inizia la sua carriera come produttore cinematografico e come regista di film-TV e di innumerevoli sit-com televisive statunitensi come, ad esempio, Beverly Hills 90210, quindi Melrose Place, Streghe, Star Trek Deep Space Nine, Star Trek Voyager, quindi alcuni episodi di Un detective in corsia, Sabrina vita da strega, La vita segreta di una teenager americana, Xena - Principessa guerriera, Hercules, Settimo Cielo.
Alcune sue pellicole invece, sono: Amare è un po' mentire, Your Mother Wears Combat Boots (1989), Un perfetto piccolo omicidio (1990).
Nell'ottobre 1999, insieme a Don Most (Ralph Malph), fa visita in Italia all'"Happy Days fan club", ed è ospite della trasmissione televisiva Meteore.

## Filmografia

### Attore
- Difesa a oltranza (Owen Marshall: Counselor at Law)- serie TV, episodio 1x03 (1971)
- Love, American Style - serie TV, episodio 3x22 (1972) - Warren "Potsie" Weber
- The Paul Lynde Show - serie TV, un episodio (1972)
- Bridget Loves Bernie - serie TV, un episodio (1973)
- Marcus Welby (Marcus Welby, M.D.) - serie TV, episodio 5x01 (1973)
- Lisa, Bright and Dark - film TV (1973)
- Happy Days - serie TV, 219 episodi (1974-1984) - Warren "Potsie" Weber
- Laverne & Shirley - serie TV, episodio 2x04 (1976)
- Love Boat (The Love Boat) - serie TV, episodio 1x12 (1977)
- The Hanna-Barbera Happy Hour - show televisivo, un episodio (1977)
- Greatest Heroes of the Bible - serie TV, un episodio (1978)
- Fantasilandia (Fantasy Island) - serie TV, episodio 6x11 (1983)
- I Married a Centerfold, regia di Peter Werner (1984) - film TV
- The Happy Days Reunion Special - reunion (1992)
- Fudge - serie TV, un episodio (1995)
- Crescere, che fatica! (Boy Meets World) - serie TV, episodio 3x19 (1996)
- Baywatch - serie TV, episodi 11x01 - 11x07 (2000)
- Son of the Beach - serie TV, un episodio (2002)
- Sabrina, vita da strega (Sabrina, the Teenage Witch) - serie TV, episodio 7x13 (2003)
- Happy Days: 30th Anniversary Reunion - reunion (2005)
- The Odd Couple - serie TV, un episodio (2016)

### Regista
- ABC Afterschool Special - serie TV, un episodio (1985)
- WonderWorks - serie TV, un episodio (1986)
- CBS Schoolbreak Special - serie TV, un episodio (1986)
- L.A. Law - Avvocati a Los Angeles (L.A. Law) - serie TV, episodio 2x04 (1987)
- Hooperman - serie TV, episodi 1x08 - 1x09 - 2x04 (1987-1988)
- Dieci sono pochi (Just the Ten of Us) - serie TV, episodio 2x06 (1988)
- Your Mother Wears Combat Boots - film TV
- Dream Date - film TV
- Little White Lies - film TV (1989)
- Glory Days - serie TV, 2 episodi (1990)
- A Quiet Little Neighborhood, a Perfect Little Murder - film TV
- All-American Murder - direct-to-video (1991)
- Un detective in corsia (Diagnosis: Murder) - serie TV, 4 episodi (1993-1994)
- Heaven Help Us - serie TV, un episodio (1994)
- Robin's Hoods - serie TV, 2 episodi (1994-1995)
- Live Shot - serie TV, 4 episodi (1995)
- Fudge - serie TV, 7 episodi (1995)
- SeaQuest - Odissea negli abissi (SeaQuest DSV nella 1ª e 2ª stagione, SeaQuest 2032 nella 3ª stagione) - serie TV, 7 episodi (1995-1996)
- The Cape - serie TV, episodi 1x10 - 1x11 (1996)
- Xena - Principessa guerriera (Xena: Warrior Princess) -serie TV, episodio 2x02 (1996)
- Hercules (Hercules: The Legendary Journeys) - serie TV, episodi 2x19 - 3x04 (1996)
- Melrose Place - serie TV, 9 episodi (1996-1999)
- Beverly Hills, 90210 - serie TV, 9 episodi (1996-2000)
- Jarod il camaleonte (The Pretender) - serie TV, episodio 1x10 (1997)
- Ragazze a Beverly Hills (Clueless)  - serie TV, episodio 2x04 (1997)
- Star Trek: Deep Space Nine - serie TV, episodi 6x09 - 7x10 (1997-1998)
- Star Trek: Voyager - serie TV, 4 episodi (1997-1999)
- Love Boat: The Next Wave - serie TV, episodi 1x04 - 2x04 (1998)
- Settimo cielo (7th Heaven) - serie TV, episodi 3x03 - 4x04 (1998-1999)
- Cousin Skeeter - serie TV, 2 episodi (1999)
- The Net - serie TV, un episodio (1999)
- Profiler - Intuizioni mortali (Profiler) - serie TV, episodi 4x05 - 4x17 (1999-2000)
- Sabrina, vita da strega (Sabrina the Teenage Witch) - serie TV, 10 episodi (1999-2003)
- Baywatch - serie TV, 6 episodi (2000-2001)
- Streghe (Charmed) - serie TV, episodi 2x12 - 3x04 - 3x19 (2000-2001)
- Titans - serie TV, un episodio (2001)
- The Nightmare Room - serie TV, 2 episodi (2001-2002)
- Lizzie McGuire - serie TV, 7 episodi (2001-2003)
- Body & Soul - serie TV, un episodio (2002)
- Sons & Daughters - serie TV, un episodio (2006)
- La vita segreta di una teenager americana (The Secret Life of the American Teenager) - serie TV, 31 episodi (2008-2013)

## Doppiatori italiani
Nelle versioni in italiano delle opere in cui ha recitato, Anson Williams è stato doppiato da:
- Vittorio Guerrieri in Happy Days (ep. 2x17, 3x19-20, 4x01-4x05, 5x23, st. 6-9)[4]
- Flavio Bucci in Happy Days (st. 1-2)
- Massimo Rossi in Happy Days (st. 10)
- Marco Guadagno in Love Boat[5]